# Campeonato de Gales de Rugby 2009-10
El Campeonato de Rugby de Gales (Principality Premiership) de 2009-10 fue la vigésima edición del principal torneo de rugby de Gales.

## Fase Clasificatoria
| Pos. | Equipo                  | Encuentros | Encuentros | Encuentros | Encuentros | Tantos | Tantos | Tantos | PB | Puntos |
| Pos. | Equipo                  | PJ         | PG         | PE         | PP         | F      | C      | Dif    | PB | Puntos |
| ---- | ----------------------- | ---------- | ---------- | ---------- | ---------- | ------ | ------ | ------ | -- | ------ |
| 1    | Neath RFC               | 26         | 21         | 0          | 5          | 927    | 532    | 395    | 20 | 104    |
| 2    | Swansea RFC             | 26         | 19         | 1          | 6          | 780    | 527    | 253    | 18 | 96     |
| 3    | Newport RFC             | 26         | 18         | 0          | 8          | 685    | 470    | 215    | 14 | 86     |
| 4    | Pontypridd RFC          | 26         | 16         | 1          | 9          | 682    | 521    | 161    | 15 | 81     |
| 5    | Aberavon RFC            | 26         | 14         | 4          | 8          | 709    | 617    | 92     | 13 | 77     |
| 6    | Llanelli RFC            | 26         | 14         | 2          | 10         | 663    | 565    | 98     | 17 | 77     |
| 7    | Cardiff RFC             | 26         | 15         | 2          | 9          | 612    | 473    | 120    | 11 | 75     |
| 8    | Llandovery RFC          | 26         | 12         | 1          | 13         | 636    | 621    | 15     | 10 | 60     |
| 9    | Carmarthen Quins RFC    | 26         | 11         | 0          | 15         | 515    | 562    | −47    | 8  | 52     |
| 10   | Cross Keys RFC          | 26         | 9          | 1          | 16         | 502    | 550    | −48    | 9  | 47     |
| 11   | Bedwas RFC              | 26         | 8          | 0          | 18         | 516    | 792    | −276   | 12 | 44     |
| 12   | Glamorgan Wanderers RFC | 26         | 7          | 0          | 19         | 461    | 657    | −196   | 12 | 40     |
| 13   | Pontypool RFC           | 26         | 7          | 0          | 19         | 464    | 891    | −427   | 8  | 36     |
| 14   | Ebbw Vale RFC           | 26         | 5          | 0          | 21         | 312    | 687    | −375   | 8  | 28     |

|  | Clasificado a la fase final. |
|  | Descendido a la División 2.  |

## Fase Final

### Playoff de eliminación
| 27 de abril de 2010 | Aberavon RFC | 18 - 35 | Llandovery RFC |  |  |

| 29 de abril de 2010 | Llanelli RFC | 14 - 9 | Cardiff RFC |  |  |

### Playoff de clasificación
| 27 de abril de 2010 | Neath RFC | 34 - 3 | Pontypridd RFC |  |  |

| 27 de abril de 2010 | Swansea RFC | 60 - 19 | Newport RFC |  |  |

### Semifinales preliminares
| 3 de mayo de 2010 | Pontypridd RFC | 21 - 12 | Llandovery RFC |  |  |

| 11 de mayo de 2010 | Newport RFC | 48 - 35 | Llanelli RFC |  |  |

### Semifinal
| 13 de mayo de 2010 | Neath RFC | 26 - 18 | Llandovery RFC |  |  |

| 17 de mayo de 2010 | Swansea RFC | 31 - 17 | Newport RFC |  |  |

### Final
| 22 de mayo de 2010 | Neath RFC | 22 - 22 | Swansea RFC |  |  |

- Neath se corona campeón por haber anotado 3 tries frente a 1 de Swansea

| Bandera de Gales |
| Campeón Neath    |
| Séptimo título   |